# Coupe d'Asie des clubs champions 1992-1993
Navigation
Édition précédente Édition suivante
La Coupe d'Asie des clubs champions 1992-1993 voit le sacre du club iranien du Paas Teheran qui bat les Saoudiens d'Al-Shabab Riyad lors de la finale disputée à Bahreïn. C'est le premier succès en Coupe d'Asie pour le club.

## Tours préliminaires

### Premier tour
| Équipe 1    | Résultat | Équipe 2 | Aller | Retour |
| ----------- | -------- | -------- | ----- | ------ |
| Arseto Solo | 3 - 2    | Hai Quan | 0 - 0 | 3 - 2  |

### Deuxième tour
| Équipe 1    | Résultat | Équipe 2     | Aller | Retour |
| ----------- | -------- | ------------ | ----- | ------ |
| Arseto Solo | 3 - 2    | Kota Rangers | 1 - 1 | 2 - 1  |

### Troisième tour
| Équipe 1             | Résultat | Équipe 2     | Aller | Retour |
| -------------------- | -------- | ------------ | ----- | ------ |
| Thai Farmers Bank FC | 2 - 3    | Arseto Solo  | 2 - 0 | 0 - 3  |
| Al-Arabi Sports Club | 3 - 4    | Paas Teheran | 3 - 2 | 0 - 2  |
| Liaoning FC          | 4 - 4e   | Yomiuri FC   | 3 - 3 | 1 - 1  |

- Les autres résultats des tours préliminaires sont inconnus.

## Phase finale
Tous les matchs sont disputés à Bahreïn du 12 au 23 janvier 1993.

### Groupe 1
| Rang | Équipe           | Pts | J | G | N | P | Bp | Bc | Diff |  | Résultats (▼ dom., ► ext.) |  |     |     |     |
| ---- | ---------------- | --- | - | - | - | - | -- | -- | ---- |  | -------------------------- |  | --- | --- | --- |
| 1    | Yomiuri FC       | 5   | 3 | 2 | 1 | 0 | 5  | 0  | +5   |  | Yomiuri FC                 |  | 0-0 | 2-0 | 3-0 |
| 2    | Al-Shabab Riyad  | 4   | 3 | 1 | 2 | 0 | 4  | 1  | +3   |  | Al-Shabab Riyad            |  |     | 1-1 | 3-0 |
| 3    | Al Muharraq Club | 3   | 3 | 1 | 1 | 1 | 4  | 3  | +1   |  | Al Muharraq Club           |  |     |     | 3-0 |
| 4    | Arseto Solo      | 0   | 3 | 0 | 0 | 3 | 0  | 9  | -9   |  | Arseto Solo                |  |     |     |     |

### Groupe 2
| Rang | Équipe        | Pts | J | G | N | P | Bp | Bc | Diff |  | Résultats (▼ dom., ► ext.) |  |     |      |
| ---- | ------------- | --- | - | - | - | - | -- | -- | ---- |  | -------------------------- |  | --- | ---- |
| 1    | Al Wasl Dubaï | 4   | 2 | 2 | 0 | 0 | 11 | 1  | +10  |  | Al Wasl Dubaï              |  | 1-0 | 10-1 |
| 2    | Paas Teheran  | 1   | 2 | 0 | 1 | 1 | 1  | 2  | -1   |  | Paas Teheran               |  |     | 1-1  |
| 3    | Wohaib FC     | 1   | 2 | 0 | 1 | 1 | 2  | 11 | -9   |  | Wohaib FC                  |  |     |      |

### Tableau final
|  | Demi-finales        | Demi-finales    |                        |       | Finale | Finale |
|  | Demi-finales        | Demi-finales    |                        |       | Finale | Finale |
|  |                     |                 |                        |       |        |        |
|  |                     |                 |                        |       |        |        |
|  |                     |                 |                        |       |        |        |
|  | Paas Teheran ap     | 2               |                        |       |        |        |
|  | Paas Teheran ap     | 2               |                        |       |        |        |
|  | Yomiuri FC          | 1               |                        |       |        |        |
|  | Yomiuri FC          | 1               | Paas Teheran           | 1     |        |        |
|  |                     |                 | Paas Teheran           | 1     |        |        |
|  |                     | Al-Shabab Riyad | 0                      |       |        |        |
|  | Al-Shabab Riyad tab | Al-Shabab Riyad | 0                      | 2 (4) |        |        |
|  | Al-Shabab Riyad tab |                 |                        | 2 (4) |        |        |
|  | Al Wasl Dubaï       | 2 (3)           |                        |       |        |        |
|  | Al Wasl Dubaï       | 2 (3)           | Match pour la 3e place |       |        |        |
|  |                     |                 |                        |       |        |        |
|  |                     |                 |                        |       |        |        |
|  |                     |                 |                        |       |        |        |
|  | Al Wasl Dubaï       | 4               |                        |       |        |        |
|  | Al Wasl Dubaï       | 4               |                        |       |        |        |
|  | Yomiuri FC          | 3               |                        |       |        |        |
|  | Yomiuri FC          | 3               |                        |       |        |        |